# Daiki Kawato
Daiki Kawato (川戸 大樹 Kawato Daiki?, Kōbe, Hyōgo, 5 de abril de 1994) un futbolista japonés que juega como centrocampista en el Yokogawa Musashino.

## Trayectoria

### Clubes
| Club               | País  | Año       |
| ------------------ | ----- | --------- |
| S. C. Sagamihara   | Japón | 2017-2018 |
| Tokyo United F. C. | Japón | 2019-2020 |
| Yokogawa Musashino | Japón | 2021-     |